# Soubise (Grenada)
Soubise ist eine Siedlung im Parish Saint Andrew im Osten von Grenada.

## Geographie
Die Siedlung liegt in der Grenville Bay, nur wenige Meter nördlich der Mündung des Grenville River. Nach Norden schließen sich die Vororte von Grenville an, unter anderem Ford.
Oberhalb von Soubise steigen im Westen die Berge schnell an. Auf der Hangkante über Soubise liegt Brandon Hall. Im Süden liegt Marquis.

## Klima
Das Klima ist tropisch heiß.